# Necropoli del Pascolare
La Necropoli del Pascolare è una necropoli scoperta nel 1817 nei territori del comune di Castel Gandolfo e di Marino, nella    proprietà  dei Torlonia sul  Monte  Cucco, presso il Lago Albano.

## Scavi
La necropoli fu scoperta casualmente nel 1817 durante i lavori di sbancamento per la costruzione di una strada, ordinati dai Torlonia. In quest'occasione, la prima in cui ci si riferì alla scoperta di reperti dei popoli Latini, furono rinvenuti materiali funerari.
L'area fu nuovamente indagata dal 1923 al 1928 da Antonielli e da Stefani, e questa volta furono riportati alla luce 29 tombe a fossa, e almeno 3 pozzetti.
Nuovi scavi realizzati tra il 2008 e il 2010 hanno infine riportato alla luce altri due sepolcri.
I reperti sono oggi esposti al Museo nazionale preistorico etnografico Luigi Pigorini di Roma, nell'Antiquarium di Villa Barberini di Castel Gandolfo, come anche in altri musei stranieri, come ad esempio in quello di Stoccolma in Svezia, dove è conservato un corredo di una sepoltura ad incinerazione.

## Descrizione
Si tratta di una necropoli a incinerazione, disposta su di una vasta area poco distante dal Lago Albano, nel territorio di Castel Gandolfo e in  quello di Marino.
Gli scavi operati in questa necropoli hanno portato alla luce, oltre ai resti umani dei sepolcreti ad inumazione, urne cenerarie, resti fittili, fibule, anfore, vasi, piccole statuine in bronzo, urne cenerarie, materiale complessivamente riferibile ad un periodo di tempo che va dal IX secolo al VII secolo a.C. .